# CNH Industrial
CNH Industrial ist ein börsennotiertes italienisch/US-amerikanisches Unternehmen. Das Kerngeschäft umfasst die Produktion und den Vertrieb von Investitionsgütern, wie Land- und Baumaschinen. Der Konzern entstand durch die Fusion von CNH Global und Fiat Industrial parallel zu Fiat Chrysler Automobiles, gehört heute mehrheitlich zur Holding Exor, einer Holding der Agnelli-Familie, und umfasst die Marken Case CE, Case IH, New Holland und Steyr. Die Iveco Group wurde zum 1. Januar 2022 ausgegliedert und ist seitdem an der Borsa Italiana gelistet.

## Übersicht
In dem Unternehmen sind viele Marken zusammengeflossen. Die Abkürzung CNH ist ein Akronym für die aufgenommenen Unternehmen Case und New Holland, zwei Hersteller von Maschinen für Landwirtschaft und Tiefbau, die im Jahr 1999 fusionierten. Der Begriff Industrial in der Firma verdeutlicht die Fusion im Jahr 2013 mit Fiat Industrial, welches die Integration des Geschäfts mit Lastkraftwagen und Omnibussen des Unternehmens Iveco umfasste.
Die Fusion umfasste rund 70.000 Arbeitskräfte, rund 60 Fabriken und rund 50 Standorte für Forschung und Entwicklung. Rund 27 Prozent der Kapitalanteile und rund 40 Prozent der Stimmrechte in der Gesellschaft bekam damals die italienische Holding-Gesellschaft Exor. Steuerrechtlich wurde die Aktiengesellschaft dem Vereinigten Königreich zugeordnet. Die Aktien wurden an den Börsen Borsa Italiana und der New York Stock Exchange platziert.
Im Januar 2017 übernahm CNH Industrial die Landtechniksparte von Kongskilde Industries.
Auf dem unternehmenseigenen Capital Markets Day am 3. September 2019 präsentierte das Unternehmen seine Planung, die sogenannten On-Highway-Aktivitäten, hierzu zählen u. a. die Geschäftsaktivitäten von Iveco, Iveco Bus, Heuliez Bus und Magirus, aus dem Konzern CNH Ind. auszugliedern. Mit Ernennung des neuen CEOs Scott Wine (seit 4. Januar 2021 im Amt) wurde diese Ausgliederung vorangetrieben und die abgetrennte Iveco Group am 3. Januar als selbständiges Unternehmen an die italienische Börse gebracht.
CNH Industrial ist an der NYSE notiert und war bis Januar 2024 auch an der Borsa Italiana im Leitindex FTSE MIB gelistet.
2024 wurde der Pflughersteller Överum, welcher früher zu Kongskilde gehörte, an FairCap verkauft. Wenige Monate später wurde der Bereich für Grubber und Futtermischwagen von Kongskilde an Seko Industries verkauft.